# Brian Humphries (enginyer)
Brian Humphries   (12 d'abril de 1945 - Queen Elizabeth Hospital, King's Lynn, 29 de maig de 2024) fou un enginyer de so britànic. Va treballar com a enginyer de so des de l'any 1967, i també com a enginyer de mescles i productor, en grans grups i discs.
Humphries va començar com a ajudant d'enginyer de cinta als Pye Studios de Londres a finals de 1964. Hi va treballar amb moltes persones, des de Lena Horne, Nancy Sinatra i Sammy Davis Jr fins als The Kinks i Pink Floyd; la banda sonora de la pel·lícula More va ser un dels seus últims projectes a Pye, abans de traslladar-se als nous Basing Street Studios d'Island Records el 1969. Aquell mateix any va treballar amb Spooky Tooth, va dissenyar els temes en directe de Ummagumma de Pink Floyd i també va gravar (sense acreditar) les contribucions de la banda a la banda sonora de la pel·lícula Zabriskie Point. A partir de llavors, les tasques d'enregistrament i mescla de Humphries van incloure composicions de Roger Waters a la banda sonora Music From The Body, Traffic, Paul McCartney, els Rolling Stones, Led Zeppelin, Black Sabbath, Barclay James Harvest, Stevie Wonder, Jim Capaldi i Mott The Hoople, fins al 1974, quan Pink Floyd va reservar el camió mòbil de Basing Street per gravar un parell de concerts a l'Empire Pool de Londres (ara Wembley Arena).

## Grups i obres en les que va participar
- The Kinks: The Village Green Preservation Society,
- The Traffic: The Traffic, Arthur (Or the Decline and Fall of the British Empire), John Barleycorn Must Die, The Low Spark of High Heeled Boys, Welcome to the Canteen, On the Road
- Pink Floyd: More, Ummagumma, The Dark Side of the Moon, Wish You Were Here,[3] Animals, Shine On, Oh by the Way, Discovery, The Best of Pink Floyd: A Foot in the Door
- Roger Waters: Music from The Body,
- Black Sabbath: Paranoid, We Sold Our Soul for Rock 'n' Roll
- Steve Winwood: The Finer Things
- Foreigner: Jukebox Heroes: The Foreigner Anthology
- Tom Jones: 24 Hours